# Казино (Липецкая область)
Казино — село Верхнестуденецкого сельского поселения Задонского района Липецкой области.

## География
Расположено в верховьях ручья Студенец — в 4 км от центра поселения села Верхний Студенец. Ближайшие города - Елец и Липецк, село стоит почти между ними на шоссе Липецк — Елец (Елецкое шоссе).

## История
Казино является одним из старейших поселений в округе, оно было основано в 1680-90-х годах, как и многие близлежащие села, елецкими служилыми людьми, детьми боярскими, среди основателей будущего села были фамилии: Авошников, Белоусов, Выставкин, Немцов, Сапрыкин, Трубицын, Хлебников, Ходыкин, Яковлев и другие. До настоящего времени сохранилось несколько отказных книг, в которых задокументированы факты "отказов" (то есть дачи) ельчанам поместий в Засосенском Стане "под Рогоженским и Стюденецким лесом". Этот момент можно считать основанием починка, который вскоре разрастется до села.
В документах 1705 года Казино упоминается уже как село с церковью. Основателями и основным населением села тогда были служилые люди. В старинных переписях поместий 1697-1700 годов, которые назывались "сказки ельчан" молодое поселение называлось его жителями на старый манер "деревня Козиная" или "Казина Поляна". В ландратской переписи жители села упоминаются как "солдаты" и "городовые" служилые люди. В 1720 году в селе строится уже каменная церковь.
Важную веху в жизни казинцев прошлого сыграли реформы Петра I. Армия Российской Империи тогда стала носить рекрутский характер, надобность в поместной системе отпала и с этого момента потомки основателей практически полностью переведены в результате I-ой Ревизии в так называемое сословие "однодворцев". Позже их так и называли в переписях: например, в ревизских сказках 1782 года упоминается, что в селе проживает 258 однодворцев, в 1835 году - 880. К середине XIX века сословие юридически перевели в так называемые "государственные крестьяне" и в IX-ой Ревизии 1850 года в селе переписано было уже 1059 "государственных крестьян", потомков "однодворцев".
В 1820 году Богоявленская Церковь села Казино перестраивается до современного вида в стиле неоклассицизм, пережив период руинирования в советское время, она была отреставрирована уже в 2010-х годах. Исторически село почти всегда входило в Казинскую волость (казинское сельское общество) Задонского уезда Воронежской губернии, имело свой собственный церковный приход - приход Богоявленской церкви села Казино, в который входили некоторые соседние небольшие деревни и хутора.
По мнению многих топонимистов, название происходит от слова казистый — то есть стоящий к месту, хорошее место для проживания. Казино расположено в красивых местах около старых Рогожского и Студенского лесов близ ручья Студенец. Касательно ударения в слове Казино современные потомки ставят его по-разному. Старшее поколение называет свое село нередко Казинка, что является давней традицией. Периодически в документах начала XX века, в тех что писались со слов опрашиваемого (анкеты), уроженцы села пишутся именно как люди села "Казинка". Вместе с этим с названием Козинки село было отмечено, например, на одной из карт начала XVIII века.

## Население
| 1719-27 | 1782 | 1835 | 1850 | 2010 |
| ~ 150   | 258  | 880  | 1059 | 349  |

## Транспорт
В 650 метрах от южной границы села проходит Елецкое шоссе. Казино также соединено просёлочной дорогой с Варваро-Борками и Новодмитриевкой.
На Елецком шоссе останавливаются автобусы многих направлений (в частности, следующие в Липецк, Задонск, Елец, Воронеж, Орёл и Москву). Непосредственно же в село заходят липецкие пригородные автобусы № 135 и 155.
Ближайшей железнодорожной станцией является платформа 242 км, расположенная в 13 км от села по грунтовой дороге, однако электропоезда на ней останавливаются исключительно в сторону Грязей. Также на расстоянии 14 км находится станция Чириково, а на расстоянии 17 км — Патриаршая, до которой из Казино можно добраться автобусом. Однако пригородные железнодорожные перевозки по линии Елец — Грязи не пользуются популярностью как из-за отдаленности трассы от крупных населенных пунктов, так и из-за немногочисленности выполняемых рейсов (на конец лета 2017 года на линии Елец — Грязи работает всего лишь одна пара электричек). Ближайшими станциями, где останавливаются поезда дальнего следования, являются Липецк (33 км) и Елец (47 км). Большая часть железнодорожных перевозок приходится в сторону юга России, Москвы и Санкт-Петербурга, важную нишу занимает также белорусское направление.
В 40 км от села расположен международный аэропорт «Липецк». Кроме того, пассажиры могут воспользоваться аэропортом «Воронеж» и аэропортами Москвы (до всех этих аэропортов, кроме «Жуковского», можно добраться автобусами, останавливающимися на Елецком шоссе).